# Straightener
Straightener (ストレイテナー, muitas vezes também STRAIGHTENER) é uma banda de rock japonesa formada em 1998 em Tokyo por Atsushi Horie (vocal, guitarra, piano) e Shinpei Nakayama (bateria). A banda fundou o selo independente Ghost Records em 2002, mas já gravou com a EMI Music Japan, subsidiária da gravadora inglesa EMI.

## Discografia
Obs.: capitalização dos títulos pelo site oficial.

### Álbuns
- STRAIGHTEN IT UP (2000)
- ERROR (2001)
- SKELETONIZED (2002)
- LOST WORLD'S ANTHOLOGY (2004)
- ROCK END ROLL (2004)
- TITLE (2005)
- STRAIGHTENER Early Years (2005)
- Dear Deadman (2006)
- LINEAR (リニア) (2007)
- Immortal (2007)
- Nexus (2009)
- Creatures (2010)
- STOUT (2011)

### Singles/EPs
- "March of the Corpse Soldier" (戦士の屍のマーチ) (2000)
- "ANOTHER DIMENSIONAL" (2000)
- SILVER RECORD (2002)
- Silent Film Soundtrack (2003)
- "TRAVELING GARGOYLE" (2003)
- "TENDER" (2004)
- "KILLER TUNE"/"PLAY THE STAR GUITAR" (2004)
- "THE REMAINS" (2005)
- "Melodic Storm" (2006)
- "BERSERKER TUNE" (2006)
- "SIX DAY WONDER" (2007)
- "TRAIN" (2007)
- "Little Miss Weekend" (2008)
- "Lightning" (2009)
- "Clone/Donkey Boogie Dodo" (2009)
- "Man-Like Creatures" (2010)

### DVDs
- BLACK STAR LUSTER (2005)
- EMOTION PICTURE SOUNDTRACK (2006)
- Remember Our Drinking Songs -Hello Dear Deadman Tour 2006 (2006)
- Linear Motor City (2007)

### Álbuns split
- DRAGORUM with The Pete Best (2001)
- ART-SCHOOL SPLIT CASSETTE (2002)